# 吕普特德马德河
吕普特德马德河（法語：Rupt de Mad，法語發音：[ʁypt də mad]）是法国大東部大區默兹省与默尔特-摩泽尔省的河流，是摩澤爾河的左支流，长54.6千米，发源自热维尔，于阿尔纳维尔流入摩泽尔河。